# Vocal casi cerrada anterior no redondeada
La vocal casi cerrada anterior no redondeada es un tipo de sonido vocálico que se emplea en algunas lenguas. Los símbolos en el Alfabeto Fonético Internacional que representan a este sonido son /ɪ̟/, /i̞/ y /e̝/, y su equivalente en el sistema X-SAMPA es I. Se ha documentado en los dialectos murciano y andaluz de España. 

## Características
- Según su abertura es una vocal casi cerrada, por lo tanto la lengua se contrae menos que al producir una vocal cerrada.
- Su localización es anterior, lo que significa que la lengua se sitúa tan adelante como sea posible en la boca sin crear una constricción que se pueda calificar como consonante.
- No es una vocal redondeada, lo que significa que los labios no se abocinan y sus superficies interiores no están expuestas.